# Dinastia Wettin
A dinastia Wettin de duques, condes, príncipes-eleitores ou Kurfürsten, e reis alemães governou a área do actual estado alemão da Saxónia durante mais de 800 anos, dominando também, durante alguns anos, a Polónia.
Membros agnatas da Casa de Saxe-Coburgo-Gota subiram aos tronos da Grã-Bretanha, Portugal, Bulgária, Polónia, Saxónia e Bélgica. Apenas as linhas dinásticas britânica e belga mantêm os tronos actualmente.

## Origem: os Wettin da Saxônia
O membro mais antigo conhecido da casa de Wettin foi Teodorico I de Wettin (também Thiedericus, ou como Thierry I de Liesgau, morto por volta de 982). Seu território provavelmente se estendia em Liesgau (localizado na borda ocidental do Harz). Por volta do ano 1000, a família adquiriu o Castelo de Wettin, do qual retiraram o sobrenome. O castelo de Wettin está localizado em Wettin na região chamada Hassegau no rio Saale. Por volta de 1030, a família Wettin recebeu a Saxônia Oriental como feudo.
A família Wettin começa a se destacar quando são elevados a marqueses de Meissen ou Mísnia em 1089. A família progrediu e se tornou cada vez mais importante na Idade Média, feitos condes da Turíngia em 1263, e duques da Saxônia em 1423 com a dignidade de eleitores do Sacro Império Romano-Germânico.
A família se dividiu em dois ramos governantes em 1485 quando os filhos de Frederico II, Eleitor da Saxônia concluíram que os 20 anos de reinado conjunto não tinham dado certo. O filho mais velho Ernesto, Eleitor da Saxônia recebeu o título e os poderes de Príncipe-eleitor e estabeleceu sua sede de governo em Wittenberg, e seu irmão caçula Alberto de Saxe, Duque de Saxe governou suas terras tendo como sede Dresden. A Saxônia se dividiu assim em Saxe Eleitoral (sobretudo coextensiva com a Turíngia, governada pelos Wettin "ernestinos", e Saxe Ducal, principalmente no território da moderna Saxônia, governada pelos Wettins "albertinos".

## Subdivisão da Casa dos Wettin
|  |  |  |  |  |  |  |  |  |  |                                                  |                                                  |                                                  |                                                  | Federico II da Saxônia (1412-1464)               |                                                  |  |  |                                       |                                       |                                       |                                       |                                       |                                       |  |  |
|  |  |  |  |  |  |  |  |  |  |                                                  |                                                  |                                                  |                                                  |                                                  |                                                  |  |  |                                       |                                       |                                       |                                       |                                       |                                       |  |  |
|  |  |  |  |  |  |  |  |  |  |                                                  |                                                  |                                                  |                                                  |                                                  |                                                  |  |  |                                       |                                       |                                       |                                       |                                       |                                       |  |  |
|  |  |  |  |  |  |  |  |  |  | Ernesto da Saxônia (fundador da linha Ernestina) | Ernesto da Saxônia (fundador da linha Ernestina) | Ernesto da Saxônia (fundador da linha Ernestina) | Ernesto da Saxônia (fundador da linha Ernestina) | Ernesto da Saxônia (fundador da linha Ernestina) | Ernesto da Saxônia (fundador da linha Ernestina) |  |  | Alberto (fundador da linha Albertina) | Alberto (fundador da linha Albertina) | Alberto (fundador da linha Albertina) | Alberto (fundador da linha Albertina) | Alberto (fundador da linha Albertina) | Alberto (fundador da linha Albertina) |  |  |

## Os Wettin Ernestinos e Albertinos

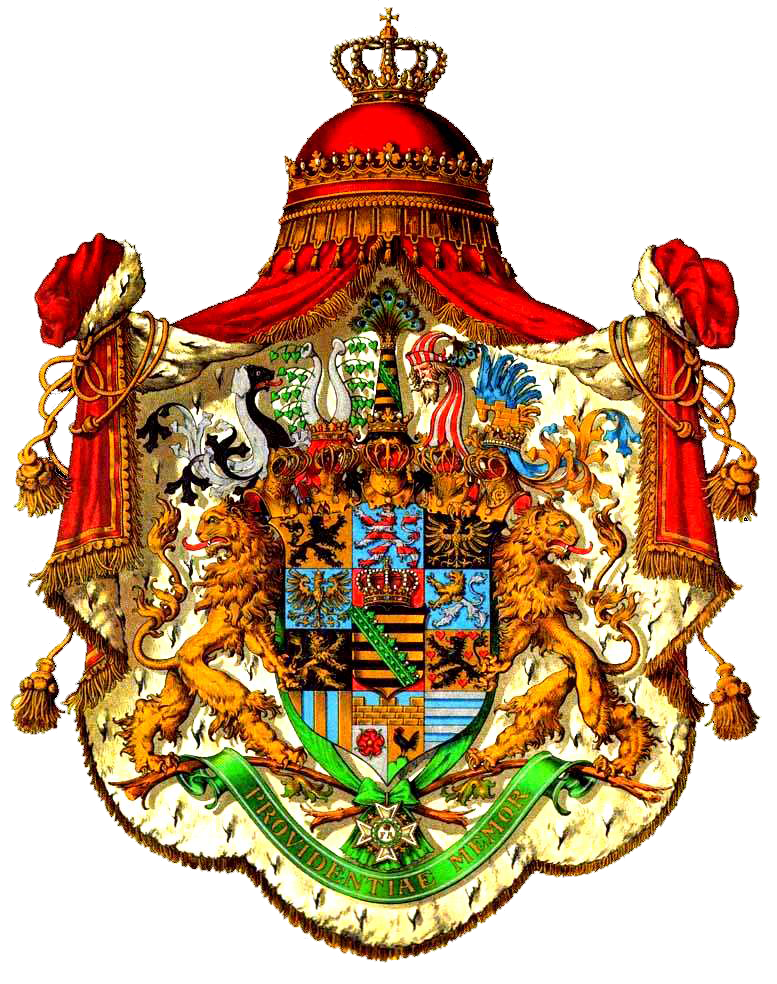
Escudo dos Wettin (Linha albertina)

As diferenças entre os dois ramos se marcaram logo.
Os albertinos mantiveram a maior parte da integridade territorial da Saxónia, preservando-a como poder importante na região, usando pequenos feudos de apanágio para seus ramos caçula, os quais, um pouco surpreendentemente, não sobreviviam muitas gerações.
Os ernestinos, por outro lado, subdividiram repetidamente suas terras, criando como que um grande tabuleiro de xadrez de pequenos condados e ducados na Turíngia. Adicionalmente, na década de 1540, quase metade das terras do ramo ernestino foram parar às mãos do ramo albertino pelas ações do imperador romano-germânico Carlos V, lutando contra súditos protestantes rebeldes. No final, o ramo albertino passou a deter como um só país 3/4 do patrimônio da Casa de Wettin original, e os ernestinos mantiveram aproximadamente 1/4 apenas, a Turíngia do sul e quantidade de pequenos principados.
O ramo albertino caçula governou como Eleitores de Saxe (1547–1806), como reis da Polônia (1697–1763) e Saxônia (1806–1918), e chefiou o Ducado de Varsóvia, com apoio francês de 1807 a 1814, depois que a invasão pelo Império Russo impediu sua subida ao trono hereditário segundo a constituição polonesa de 1791. Nas Guerras Napoleônicas, o ramo Albertino perdeu cerca de 40% de suas terras em benefício do Reino da Prússia.

## A Casa de Saxe-Coburgo-Gota
O ramo primogênito ou ernestino perdeu o eleitorado para o ramo albertino em 1547, mas manteve suas terras na Turíngia, dividindo a área em numerosos pequenos estados. Uma das casas ernestinas que resultaram, a de Saxe-Coburgo-Gota, contribuiu para fornecer reis à Bélgica (a partir de 1831) e à Bulgária (de 1908 a 1946), assim como dar reis consortes às rainhas de Portugal e da Grã-Bretanha (Príncipe (Alberto, marido da rainha Vitória do Reino Unido). Na verdade, a palavra Wettin, tida como palavra alemã medieval, nunca foi usada na Grã-Bretanha.
Embora o nome da família real britânica tenha sido Saxe-Coburgo e Gota, os descendentes masculinos da rainha Vitória e do príncipe Alberto criaram suas próprias casas assim sendo seu sobrenome pessoal mudou para Windsor por decreto do rei Jorge V em 1917.
Como resultado do casamento da rainha Elizabeth II com o príncipe Filipe, Duque de Edimburgo, o trono passaria para sua casa, originalmente a Oldemburgo, embora tenha continuado a usar o nome Windsor tanto como sobrenome da casa quanto como sobrenome pessoal, como Mountbatten-Windsor segundo ordenou a rainha Elizabeth no ano de 1960. Mountbatten é a anglicização de Battenberg, título da mãe do príncipe Filipe, a princesa Alice de Battenberg.
Em 1836, nasceu em Portugal, da união matrimonial da rainha D. Maria II de Portugal, da Casa de Bragança, com o príncipe D. Fernando de Saxe-Coburgo-Gota, da Casa de Saxe-Coburgo-Gota, a Casa de Bragança-Saxe-Coburgo-Gota (nome adoptado para o último ramo dinástico dos monarcas da Casa Real de Portugal).

## Lista das famílias, sub-Casas reais e ramos da dinastia Wettin e sua descendência agnática
- Marqueses de Meissen
- Duques da Saxônia, condes da Turíngia
- Eleitores de Saxe
- Duques de Shermman
- Duques de Saxe-Coburgo
- Duques de Saxe-Coburgo-Saalfeld
- Duques de de Saxe-Altemburgo (primeira linha de Altemburgo)
- Duques de Saxe-Weimar
- Condes de Castoldosh
- Duques de Saxe-Eisenach
- Duques de Saxe-Gota
- Duques de Saxe-Gota-Altemburgo (segunda linha de Altemburgo)
- Duques de Saxe-Meiningen
- Duques de Saxe-Hildburghausen, posteriormente Duques de Saxe-Altemburgo (terceira linha de Altemburgo)
- Duques de Saxe-Coburgo (Gota mais tarde acrescentado)
- Casa de Windsor
- Príncipes de Saxe-Coburgo-Kohary
- Casa de Bragança-Saxe-Coburgo-Gota (Casa Real de Portugal)
- Ramo de Saxe-Coburgo e Bragança (Casa Imperial do Brasil)
- Casa Real da Bulgária (por vezes dita Kohary e Sakskoburggotski)
- Casa Real da Bélgica (de Belgique)
- Duques de Saxe-Dresden
- Casa Real de Saxe, actualmente Príncipes ou Princesas (Prinz/Prinzessin) de Saxe ou von Sachsen
- Saxe-Anhalt
- Saxe-Zeitz
- Saxe-Merseburgo
- Saxe-Weissenfels
- Duques de Saxe, Duques de Luxemburgo e condes da Turíngia
- Saxe-Landsberga
- Saxe-Coburgo-Altemburgo-Meiningem ou Casa de Targino (terceira linha de Altemburgo)